# Zoersel
Zoersel ist eine Gemeinde mit 22.557 Einwohnern (Stand 1. Januar 2024) in die Kempen der Region Flandern in Belgien. Sie besteht aus dem Hauptort sowie den Ortsteilen Halle und Sint Antonius und liegt in der Provinz Antwerpen gut 20 Kilometer nordöstlich von Antwerpen.

## Verkehr
Die nächsten Autobahnabfahrten sind im Süden bzw. Osten Zoersel, Lille und Ranst an der A21/E 34 und Massenhoven an der A13/E 313 sowie Brecht und Sint-Job-in-´t-Goor an der A1/E 19 im Westen. In Turnhout, Herentals, Lier und Kapellen befinden sich die nächsten Regionalbahnhöfe und in Antwerpen halten auch überregionale Schnellzüge. Der Flughafen Antwerpen ist der nächste Regionalflughafen.

## Städtepartnerschaften
- Laubach, Deutschland (seit 1975)
- Lora del Río, Spanien (seit 1986)
- Crucea, Rumänien (seit 1993)
- Gräfenhainichen, Deutschland (seit 2005)

## Persönlichkeiten
- Bas Devos (* 1983), Filmregisseur und Drehbuchautor
- Tine Schryvers (* 1993), Fußballspielerin